# Musée du Domaine départemental de Sceaux
Le musée du Domaine départemental de Sceaux, propriété du département des Hauts-de-Seine, se situe au cœur du parc de Sceaux et comprend plusieurs bâtiments. Ses collections permanentes évoquent l'art de vivre en Île-de-France, de Louis XIV à Napoléon III, et plus précisément, de la création du domaine de Sceaux, à l'initiative de Jean-Baptiste Colbert, à sa renaissance, par la volonté du duc et de la duchesse de Trévise. Les collections sont présentées dans l'actuel château de Sceaux, bâti entre 1856 et 1860 pour les Trévise.
D'autres bâtiments historiques sont également ouverts au public : le pavillon de l'Aurore, l'Orangerie et les Écuries.
Connu depuis sa  création (1937) sous le nom de musée de l'Île-de-France, il a été rebaptisé en 2013 : « musée du Domaine départemental de Sceaux ».

## Historique
Le musée a été créé en 1937 par l'ancien département de la Seine qui acheta le domaine en 1923. Dès 1930, le projet d'un musée consacré à l'Île-de-France dans le parc de Sceaux fut adopté.
L'établissement devait être le pendant du musée Carnavalet, consacré à l'histoire de Paris. On confia, dès 1932, son organisation, puis sa direction, à Jean Robiquet (1874-1960), conservateur en chef du musée Carnavalet. Pour constituer le fonds d'origine du musée de l'Île-de-France, celui-ci sélectionna des œuvres dans les collections du musée Carnavalet. L'inauguration du musée de l'Île-de-France eut lieu le 7 juillet 1937, au cœur d'un parc restauré, propice à la promenade et au canotage.
La muséographie du musée de l'Île-de-France privilégiait alors une approche topographique, avec l'ambition d'illustrer le riche passé de la région parisienne à travers un bel ensemble de peintures (paysages du XIXe siècle), de céramiques, d'estampes et de cartes postales.
Transformé en musée-demeure à la suite d'une première campagne de restauration en 1994, au cours de laquelle fut restituée une partie des décors du château Trévise, l'établissement a engagé sa mutation et commencé à resserrer son propos sur l'histoire du domaine de Sceaux et de ses anciens propriétaires. Cette histoire se compose de quatre grandes périodes : la création de Sceaux par Jean-Baptiste Colbert et ses embellissements successifs (1670-1690), les divertissements de Sceaux à la cour de la duchesse du Maine (1700-1753), le séjour du duc de Penthièvre (1775-1793) et la renaissance du domaine à l'époque des Trévise (1829-1923).
Entre 2018 et 2019, d'importants travaux de réfection ont été menés au musée du Domaine départemental de Sceaux. L'occasion de repenser et de moderniser le parcours muséographique, qui n'avait plus évolué depuis une trentaine d'années.
Les collections permanentes, redéployées au sein d'un musée « habillé » de nouveaux décors, proposent désormais un cheminement chronologique à travers l'histoire du domaine de Sceaux et de ses anciens propriétaires.
En 2023, le Domaine départemental de Sceaux fête les 100 ans de son acquisition par le département de la Seine avec une série d'événements organisée pour l'occasion. L'exposition « 1923. Le Domaine de Sceaux. Aux origines d’une renaissance », qui se tient dans les anciennes écuries du Domaine départemental de Sceaux, retrace l’histoire du Domaine de Sceaux du milieu du XIXe siècle jusqu’aux années 1950, en passant par son acquisition en 1923.

## Parcours de visite

### Salles du rez-de-chaussée

#### Grand salon blanc
C'est la première salle du parcours de visite, et la plus grande salle du château des Trévise. Les stucs de cette pièce ont été réalisés en 1994. Ils s'inspirent des décors de l'appartement de l'hôtel particulier de la princesse de Soubise, rue des Francs-Bourgeois à Paris.

#### Salle Colbert
Ancienne salle de billard du château Trévise, c'est la première salle où l'on découvre les collections. Elle est ornée d'un parquet en marqueterie de bois datant de la fin du XIXe siècle.
On y trouve :
- L'Amphitrite tranquille, un petit bronze décoratif d'après Michel Anguier ;
- Un grand tableau allégorique peint par Nicolas Loir, qui célèbre Colbert comme protecteur des arts. Ce tableau a été déposé à Sceaux en 2021, par l'Atkinson Art Gallery (Southport).

#### Salon ovale
Ancien salon de musique des Trévise qui abrite un ensemble de céramiques de Sceaux : trompe-l'œil, groupes tournants, statuettes peintes émaillées, ainsi que deux très grandes pièces : une fontaine au monstre marin et une terrine en forme de hure de sanglier.

#### Salle Maine
Autrefois la salle à manger des Trévise, elle évoque le duc et la duchesse du Maine, propriétaire de Sceaux entre 1700 et 1753.
On y trouve plusieurs chefs-d’œuvre de François de Troy, peintre de la cour de Sceaux : Le Festin de Didon et Énée et La leçon d'astronomie de la duchesse du Maine, ainsi qu'une commode en laque de Coromandel attribuée à Bernard Van Risamburgh, qui ornait autrefois le cabinet de la Chine de la princesse, aménagé dans l'une des ailes de l'ancien château de Sceaux.

### Salles de l'étage
On accède à l'étage par le grand escalier d'honneur. Les salles de l'étage étaient autrefois réservées aux appartements privés des propriétaires.

#### Première salle
La première salle célèbre le duc de Penthièvre, qui vécut à Sceaux à la suite des enfants du duc et de la duchesse du Maine, morts sans descendance.
Cette salle rassemble des meubles précieux : table à transformation, dite à la Bourgogne, de Jean-Pierre Latz, bureau de pente du château de Saint-Hubert… et des tableaux majeurs : Le Château de Méréville d'Hubert Robert, les quatre panneaux décoratifs sur le thème des Enfants jardiniers, de François Boucher et Alexis Peyrotte, etc.

#### Salle des deux châteaux
Cette pièce est consacrée aux destructions et reconstructions qui ont ponctué l'histoire des grands domaines. Elle permet de mieux comprendre la période révolutionnaire durant laquelle l'ancien château de Sceaux fut détruit et la genèse de sa reconstruction au XIXe siècle.
On peut y admirer un second tableau d'Hubert Robert : La Démolition du château de Meudon.

#### Salle consacrée au duc et à la duchesse de Trévise et à leurs descendants
Le duc et la duchesse de Trévise prirent possession de Sceaux en 1829. Elle est ornée d'un grand portrait du duc de Trévise en habit militaire. Le centre de la salle est occupé par une grande vitrine rassemblant les pièces d'un service en porcelaine dure produit par la manufacture des frères Darté au début du XIXe siècle.

#### Chambre «Neuilly»
La chambre « Neuilly » est une reconstitution. Elle est aménagée dans l'ancienne chambre du duc de Trévise, et rassemble plusieurs pièces de mobilier et de décor qui ornaient autrefois le château de Neuilly à différentes époques. De cette demeure, qui fut la propriété des Murat, puis la résidence des Orléans, on peut admirer le lit de style « Empire » de Caroline Murat, conçu par Jacob-Desmalter.

#### Salle à manger
Cette pièce reconstitue l'intérieur d'une salle à manger au XVIIIe siècle. On y trouve plusieurs pièces de faïence de Sceaux (« Salle des princes »).

#### Galeries
Les galeries de l'étage sont consacrées à la remarquable collection de céramiques du musée. Elles illustrent la production des grandes manufactures d'Île-de-France et forment un clin d'œil supplémentaire à l'art de vivre à la « française ».
La galerie sud est consacrée aux faïences et aux porcelaines tendres à décors peints des principales manufactures d'Île-de-France : Saint-Cloud, Chantilly, Mennecy, Vincennes-Sèvres, Sceaux, Bourg-la-Reine. Une vitrine est consacrée aux questions techniques et une autre, aux usages.
La galerie nord évoque l'art de la céramique au XIXe siècle et les œuvres des céramistes indépendants de la seconde moitié du XIXe siècle, comme : Pierre-Adrien Dalpayrat ou Émile Decœur. Un vase décoré par le peintre chinois Zao Wou-Ki (1921-2013) illustre la création contemporaine. Une vitrine est consacrée à la porcelaine dure de Sèvres et une autre, aux décors imprimés.
Ces deux galeries sont séparées par le salon Guimard. Dans ce salon aux boiseries fleuries, constituées de panneaux peints au XVIIIe siècle et complétés au siècle suivant, le visiteur peut visionner la photographie numérique du « Transparent » des Quatre Saisons, de Louis-Carrogis de Carmontelle, présenté dans les conditions des spectacles de salon du XVIIIe siècle.

### Pavillon de l'Aurore[8]
Le pavillon de l'Aurore fait partie du parcours de visite du musée du Domaine départemental de Sceaux. Construit vers 1672 pour Jean-Baptiste Colbert, alors propriétaire du domaine, sa coupole est l'œuvre de Charles Le Brun. Elle illustre le thème de l'aurore.

### Orangerie d'Hardouin-Mansart[9]
L'Orangerie a été conçue en 1686 par Jules Hardouin-Mansart (1646-1708) afin d'abriter les plantes en caisse du jardin d'agrément d'André Le Nôtre. Dès son achèvement, cet édifice a servi de galerie d'art. Le marquis de Seignelay, fils ainé de Colbert, y rassembla une partie de ses collections de tableaux et de sculptures. Galerie de sculptures du musée du Domaine départemental de Sceaux, l'Orangerie accueille tout au long de l'année des spectacles, concerts et conférences.

### Bâtiment des Écuries de Colbert
Le bâtiment des Ecuries de Colbert a été construit entre 1672 et 1674. Il se compose d'un corps central et de deux ailes en forme de « U ». Il servit d'écuries, pour abriter les chevaux, et de remises, pour abriter les carrosses. Il se situe près d'un grand abreuvoir, construit à la même époque, autrefois employé au bain des chevaux. Rénové en 2006, le bâtiment des Écuries est consacré aux expositions temporaires et abrite la boutique du musée dans l'une de ses ailes.

## Œuvres d'art

### Maîtres de la peinture du XIXeet du XXesiècle
Le musée du Domaine départemental de Sceaux se compose d'un ensemble de paysages du XIXe siècle. Seule une partie est présentée dans la salle Trévise et les galeries de céramique.
Le musée rassemble les œuvres de maîtres renommés : Jean-Victor Bertin, Alexandre-Hyacinthe Dunouy, François-Edme Ricois, Georges Michel, Constant Troyon, Paul Huet, Stanislas Lépine et Antoine Chintreuil, etc..
On trouve également l'une des plus importantes collections d'œuvres de la jeune peinture de l'École de Paris (1945-1970) dont quatre tableaux de Maurice Boitel et sept œuvres de Jürg Kreienbühl. Parmi les artistes du début du XXe siècle : Maurice Utrillo, Henri Le Sidaner, Maximilien Luce, Paul Krôn et André Lhote, Jean Carzou, Guillemette Morand et Jacques Thiout. L'ensemble a été enrichi en 1964 grâce à la donation de Jean Fautrier, complétée depuis par de nouvelles œuvres.

### Dessins, estampes et affiches
Près de 9 500 estampes et 2 500 dessins composent le cabinet d'arts graphiques du musée du domaine départemental de Sceaux, et réunissent de grands noms comme Israël Silvestre, Jacques Rigaud, Jean-Baptiste Oudry, James Forbes, Honoré Daumier, Julien-Antoine Peulot et Auguste Lepère.
Les thèmes représentés dans les dessins sont divers : paysages, représentations de villes et de villages, de châteaux et de demeures, de parcs et de jardins, souvent agrémentés de scènes de genres ou de la vie quotidienne, présentant l'Île-de-France d'autrefois. La plupart des techniques de dessin est représentée : pierre noire, sanguine, mine de plomb, fusain, plume, lavis, aquarelle, gouache et pastel.
La collection d'estampes aborde largement l'Île-de-France, du XVIe siècle au XXe siècle, à travers la représentation des domaines royaux et princiers. Elle illustre l'art des jardins, ainsi que la guerre de 1870, ou des fortifications, etc. On trouve également de nombreux portraits de personnages historiques liés à l'histoire de France et à celle du domaine de Sceaux, des planches d'architecture, des cartes et des plans.
Le musée possède 193 affiches, pour la plupart issue du milieu du XIXe siècle à la fin des années 1960. Les thèmes récurrents : les transformations de l'Île-de-France autour de 1900, ses usages et le développement des activités industrielles et commerciales.

### Photographies
La collection de photographies comprend des photographies documentaires sur l'Île-de-France et des œuvres d'art. Elle comporte 950 tirages d'Eugène Atget, 80 de Félix Martin-Sabon ainsi que 8 vues en noir et blanc sur le domaine de Sceaux, de Michael Kenna.

### Livres précieux
La collection des manuscrits et des livres anciens compte près de 400 numéros. Elle recueille une mémoire géographique : des guides touristiques publiés au XVIIIe siècle par Piganiol de La Force, Dezallier d'Argenville, et un mémoire historique sur le domaine de Sceaux.
Parmi les ouvrages, on retrouve des livres armoriés, la plupart visibles dans la bibliothèque du rez-de-chaussée. Une donation récente a complété la collection avec de nombreux ouvrages sur l'histoire de la ville et du château de Versailles.
Ces ouvrages sont consultables sur rendez-vous, au centre de documentation du musée, implanté au sein du château de Sceaux.

## Directeurs du musée
- Jean Robiquet
- René Héron de Villefosse
- Georges Poisson
- Jean-Georges Lavit
- Cécile Dupont-Logié
- Dominique Brême